# モデちゃん
『山口純のモデルちゃんねる』（通称モデちゃん）は、2014年11月12日から動画サイトニコニコ動画にてPIECE CHANNELの提供放送されているバラエティ番組である。

## 概要
2014年11月12日に動画配信サイトニコニコ動画にて放送が開始された。
元新選組リアンの山口純と中村風太及び各週の出演者達によるトークバラエティ番組。

## 出演者

### MC
- 山口純
- 中村風太

### 各週レギュラー
- 1週目：MC2人のみでの放送
- 2週目：林田ロバート晋一郎
- 3週目：松代大介　2015年1月30日より出演
- 4週目：荒一陽　2015年1月23日より出演
- 5週目：出演者全員出演

### 過去の出演者
- 榛葉恵太
- 夏川登志郎